# Gymnobela xylona
Gymnobela xylona é uma espécie de gastrópode do gênero Gymnobela, pertencente a família Raphitomidae.